# 海岸通 (塩竈市)
海岸通（かいがんどおり）は、宮城県塩竈市にある町丁であり、旧塩竈市字尾島・字町・字門前・字千賀ノ浦の各一部に相当する。郵便番号は985-0002。丁目を持たない単独町名である。全域で住居表示が実施されている。2025年（令和7年）5月31日現在における人口は389人、世帯数は201世帯である。

## 地理
塩竈市の中央部に位置し、北部および北東部で塩竈湾に面する。北側は北浜と、東側は港町と、西側は国道45号をはさんで本町と、南側は国道45号をはさんで尾島町と接する。

## 歴史

### 年表
- 1963年（昭和39年）5月1日 - 住居表示の施行に伴い、海岸通が誕生[6][7]。
- 2015年（平成27年） - 海岸通１番２番地区第一種市街地再開発事業開始[8]。

## 地名の由来
明治期の築港後、本塩釜駅前の東部を海岸通と呼んでいたことにちなむ。

## 町名の変遷
町名の変遷は以下の通りとなる。
| 実施後 | 実施年月日   | 実施前（各町名ともその一部） | 実施前（各町名ともその一部） |
| ------ | ------------ | ---------------------------- | ---------------------------- |
| 海岸通 | 1963年5月1日 | （大字なし）                 | 字尾島                       |
| 海岸通 | 1963年5月1日 | （大字なし）                 | 字町                         |
| 海岸通 | 1963年5月1日 | （大字なし）                 | 字門前                       |
| 海岸通 | 1963年5月1日 | （大字なし）                 | 字千賀ノ浦                   |

## 世帯数と人口
2025年（令和7年）5月31日現在の世帯数と人口は以下の通りとなる。
| 町丁   | 世帯    | 男    | 女    | 人口  |
| ------ | ------- | ----- | ----- | ----- |
| 海岸通 | 201世帯 | 176人 | 213人 | 389人 |
| 計     | 201世帯 | 176人 | 213人 | 389人 |

## 小・中学校の学区
小・中学校の学区は以下の通りとなる。括弧内は特例で認められる通学区域。
| 町丁   | 街区符号・住居番号 | 小学校     | 小学校         | 中学校     | 中学校         |
| ------ | ------------------ | ---------- | -------------- | ---------- | -------------- |
| 海岸通 | 15番以外           | 第一小学校 |                | 第一中学校 |                |
| 海岸通 | 15番               | 第一小学校 | （第三小学校） | 第一中学校 | （第三中学校） |

## 施設
- 塩竈市海岸通駐車場（海岸通3番14号）[11]
- イオンタウン塩釜（海岸通15番100号）[12]

## 交通

### 鉄道
- 東日本旅客鉄道（JR東日本）
  - 本塩釜駅（■仙石線）

### 道路

#### 一般国道
- 国道45号

#### 主要地方道
- 宮城県道3号塩釜吉岡線

## 東日本大震災
海岸通を含めた塩竈市の中心市街地では地盤沈下が発生し、また津波による被害を受けた。そのため、被災後、海岸通１番２番地区第一種市街地再開発事業が始動し、海岸通の商業エリアとしての再開発がスタートした。